# Ring Bergen op Zoom
De Ring Bergen op Zoom is een ringweg om het centrum van Bergen op Zoom. Het vormt tevens de P-Route van de stad.

## Aansluitingen
De Ringweg van Bergen op Zoom heeft met de klok mee de volgende belangrijke aansluitingen:
- Kruising Noordsingel/Burgemeester Stulemeijerlaan: Belangrijkste route naar Halsteren en de noordwestelijke wijken van Bergen op Zoom
- Kruising Williamstraat/A. Asselbergstraat-Bredasestraat: Belangrijkste route naar de snelweg A58 en de noordoostelijke wijken van Bergen op Zoom
- Kruising A.Asselbergstraat-Bredasestraat/Stationstraat: Route naar Station Bergen op Zoom
- Kruising Wassenaarstraat-Van Dedemstraat/Burgemeester van Hasseltstraat: Belangrijkste route naar de oostelijke wijken van Bergen op Zoom en de snelweg A4/A58
- Kruising Van Dedemstraat-Auvergnestraat/Antwerpsestraat(weg): Belangrijkste route naar de zuidelijke wijken van Bergen op Zoom
- Kruising Westersingel-Boutershemstraat/Van Konijnenburgweg: Route naar de woonboulevard en industriegebieden van Bergen op Zoom

## Toekomstplannen
De gemeente Bergen op Zoom wil de ring aan de zuidoostkant van de stad aanpakken. Door een toename van het verkeer en de komst van een nieuwe parkeergarage aan de Wassenaarstraat wil de gemeente eenrichtingsverkeer toepassen voor de Wassenaarstraat. Het verkeer gaat hier dan van oost naar west. Verkeer van west naar oost kan dan gebruikmaken van de Zuid-Oostsingel.
Almelo · Almere · Alkmaar · Alphen aan den Rijn · Apeldoorn · Assen · Barendrecht · Bergen op Zoom · Den Haag · Dordrecht · Eindhoven · Enschede · Groningen · 's-Hertogenbosch · Hilversum · Hoofddorp · Houten · Leeuwarden · Oud-Beijerland · Parkstad Limburg · Sneek · Tilburg · Utrecht · Weert · Zoetermeer · Zwolle

Ringwegen geheel uitgevoerd als autosnelweg: Amsterdam · Rotterdam

Opgeheven: Maastricht